# كود الصدمات: أبطال وقت الحاجة
كود الصدمات: أبطال وقت الحاجة (بالكورية: 중증외상센터) هو مسلسل تلفزيوني كوميدي طبي كوري جنوبي صدر عام 2025 من تأليف تشوي تاي كانغ وإخراج لي دو يون وبطولة جو جي هون. استنادًا إلى رواية ويب كورية، والتي تم تحويلها إلى سلسلة ويبتونز في عام 2019. يتتبع المسلسل رحلة بايك كانغ هيوك، جراح الصدمات اللامع الذي ينضم إلى مستشفى جامعي متعثر. عرض لأول مرة على نتفليكس في 24 يناير 2025.

## القصة
ينضم بايك كانغ هيوك إلى مستشفى جامعي معروف بفريقه المتعثر في علاج الصدمات. ويحدث وصوله تغييرًا كبيرًا حيث يمتلك مهارات جراحية استثنائية تم صقلها من خلال الخبرة في مناطق الصراع في جميع أنحاء العالم. وتتعارض أساليبه غير التقليدية وثقته التي لا تتزعزع في البداية مع الفريق الحالي. ومع ذلك، فإنه يكسب احترامهم تدريجيًا ويقودهم نحو أن يصبحوا وحدة علاج صدمات من الدرجة الأولى.

## الممثلون والشخصيات
- جو جي هون، في دور بايك كانغ هيوك.[3]

جراح صدمات عبقري يصبح مدير وحدة الصدمات التي أصبحت مركزًا للصدمات في مستشفى جامعة هانكوك الوطنية.
- تشو يونغ وو، في دور يانغ جاي وون.[3]

طبيب متدرب يصبح أول تلميذ لكانغ هيوك. ذكي ومسالم ولا يستطيع الكذب. وطالب متفوق طوال الفصل الدراسي في كلية الطب والابن الوحيد لعائلة طبيب من الجيل الثالث .
- ها يونغ، في دور تشيون جانغ مي.[3]

ممرضة لديها خمس سنوات من الخبرة في وحدة الصدمات في مستشفى جامعة هانكوك الوطنية.
- يون كيونغ هو، في دور هان يو ريم.[3]

طبيب أمراض المستقيم والشرج ورئيس قسم الجراحة العامة وجراحة القولون والمستقيم الذي يراقب كانغ هيوك عن كثب بعد أن فقد تلميذه جاي وون.
- جونغ جاي كوانغ، في دور بارك جيونغ وون.[3]

طبيب مقيم يقوم بإجراء عمليات جراحية صعبة في قسم التخدير قبل موعد فحصه التخصصي مباشرة.

## الاستقبال

### عدد المشاهدات
من 27 يناير إلى 2 فبراير 2025، سجل المسلسل 11.9 مليون مشاهدة (محسوبة بقسمة إجمالي ساعات المشاهدة على وقت التشغيل)، ووصل إلى المركز الأول في تصنيفات نتفليكس العالمية للبرامج غير الإنجليزي بعد 10 أيام فقط من إصداره. تصدر المسلسل المخططات في 17 دولة، بما في ذلك كوريا وتايلاند وتايوان وماليزيا وتشيلي وبيرو، ودخلت المراكز العشرة الأولى في 63 دولة، بما في ذلك نيوزيلندا وفرنسا وإيطاليا والمكسيك والبرازيل والهند واليابان ومصر. وفقًا لشركة «غود داتا كوبوريشن»، وهي شركة تحليلات محتوى كورية، ارتفعت نسبة الضجيج حول العرض بنسبة 140 بالمائة مقارنة بالأسبوع السابق، مما يجعله أكثر شيوعًا بمقدار 2.5 مرة من لعبة الحبار 2.